# Eleccions legislatives de São Tomé i Príncipe de 1985
Les eleccions legislatives de São Tomé i Príncipe de 1985 van tenir lloc en 30 de setembre de 1985, les terceres des que el país proclamés la seva independència.
El país tenia establert un sistema unipartidista amb el Moviment per l'Alliberament de São Tomé i Príncipe com a únic partit legal, de manera similar a les altres excolònies portugueses (Angola, Moçambic, Guinea Bissau, Cap Verd). El partit es va atribuir la totalitat dels 51 escons de l'Assemblea Nacional i el seu secretari general Manuel Pinto da Costa, confirmat com a president del país. Els membres de l'Assemblea foren elegits per les Assemblees Populars de Districte, que havien estat elegides entre el 16 i el 20 d'agost del mateix any.